# Глаза незнакомца (фильм, 2024)
«Глаза незнакомца» (кит. 默視錄) — художественный фильм режиссёра Криса Ео совместного производства Тайваня, Сингапура, Франции и США. Главные роли в картине сыграли Ли Каншэн и У Цзяньхо. Премьера состоялась в сентябре 2024 года на 81-м Венецианском кинофестивале, в рамках основной программы.

## Сюжет
Главный герой фильма ищет исчезнувшую дочь. Он уверен, что к случившемуся причастен сосед-вуайерист.

## В ролях
- Ли Каншэн — Лао У
- У Цзяньхо — Цзюньян

## Релиз и оценки
В сентябре 2024 года картину показали на 81-м Венецианском кинофестивале, в рамках основной программы.